# Moritz Schulz
Moritz Israel Schulz (1. května 1876 Telč – 29. října 1941 koncentrační tábor Osvětim) byl český průmyslník, potravinářský a lihovarnický podnikatel židovského původu. Roku 1898 se stal zakladatelem a majitelem závodu na výrobu ovocných a dezertních vín, sirupů a šťáv Moritz Schulz v Jindřichově Hradci, pozdější Fruko-Schulz, ve své době první výrobní továrny svého druhu v Rakousku-Uhersku. Zahynul v koncentračním táboře Osvětim jakožto oběť holocaustu během druhé světové války.

## Život

### Mládí
Narodil se v Telči v jihovýchodních Čechách do židovské rodiny obchodníka Wilhelma Schulze a jeho ženy Reginy, rozené Wachtlové. Vyučil se a odešel pracovat do Jindřichova Hradce.

### Podnikání

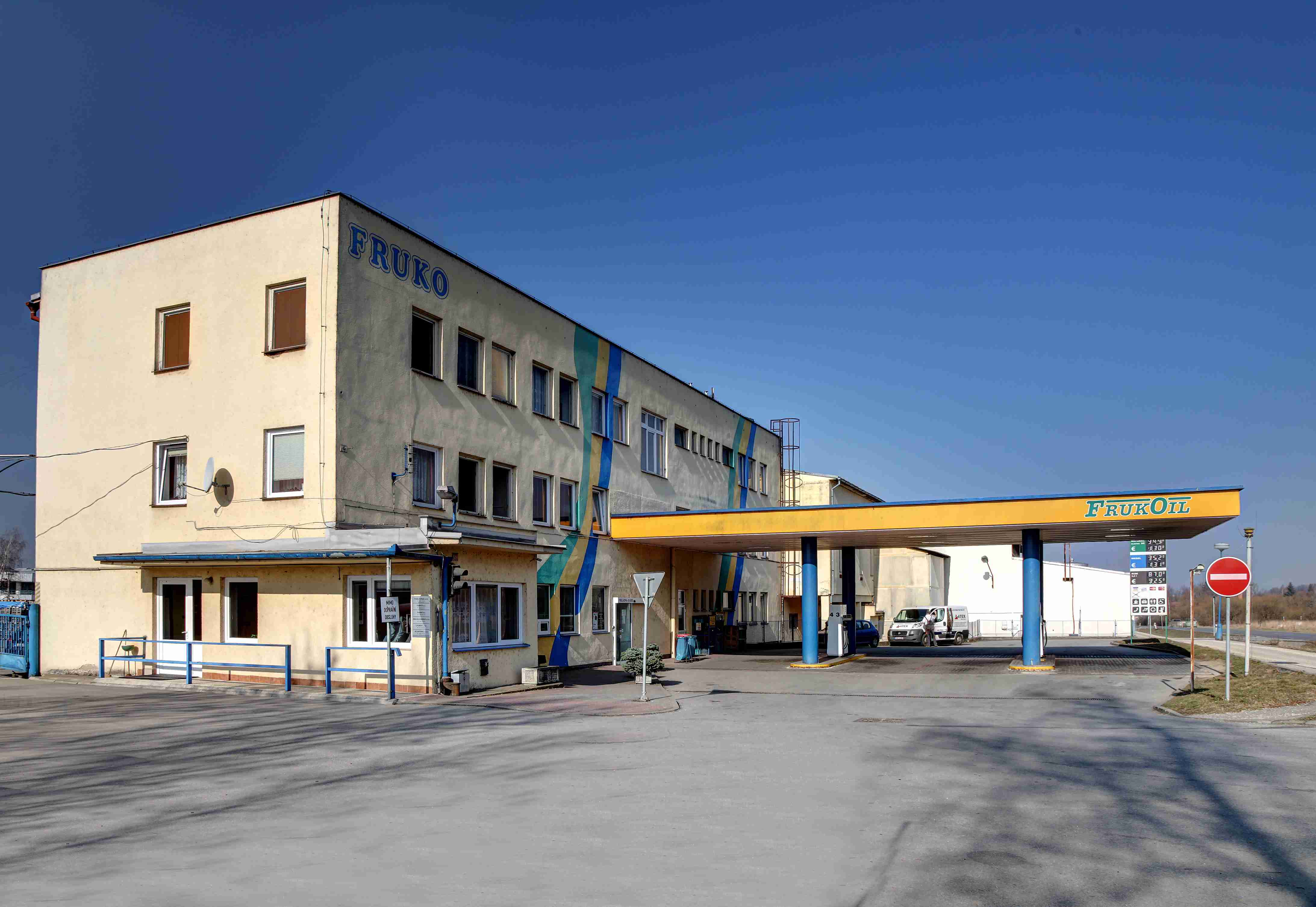
Areál továrny Fruko-Schulz v roce 2014

Rozhodl se samostatně podnikat: roku 1898 založil v Jindřichově Hradci továrnu specializovanou na dezertní vína a likéry, první takový závod v Rakousku-Uhersku. Zpočátku malý podnik s přibližně 30 zaměstnanci. Podnik dále rostl, posléze přikoupil pivovar v nedaleké Kardašově Řečici, nabídka produktů se rozšířila. Schulz se též aktivně účastnil společenského života na v Jindřichově Hradci a byl mecenášem dobročinných spolků.Továrna fungovala též během první a druhé světové války, vyráběla též ovocné sirupy či tuzemský rum, vyvážela do celé říše i do zahraničí.

### Po roce 1939
Od období zřízení tzv. druhé republiky roku 1938 a následného vzniku Protektorátu Čechy a Morava 15. března 1939 byla rodina Schulzova kvůli svému židovskému původu na základě tzv. Norimberských zákonů perzekvována úřady nacistického Německa. V rámci procesu tzv. arizace hospodářství byla nucena prodat podíl ve firmě nežidovskému vlastníkovi a ta byla následně přejmenována, aby bylo odstraněno židovské příjmení z jejího názvu.

### Úmrtí
Moritz Schulz obdržel se svou rodinou okolo roku 1941 příkaz k nástupu do transportu do koncentračního tábora. Nejprve byla rodina nejspíše internována v Terezínském táboře, později byla přesunuta do vyhlazovacího tábora Osvětim na dnešním území Polska. Zde 29. října 1941 Moritz Schulz zemřel ve věku 65 let. V koncentračních táborech zahynuli rovněž jeho manželka Františka a dcera Ernestina.

### Po smrti
Po převzetí moci v Československu komunistickou stranou v únoru 1948 a následným znárodněním veškerého hospodářství ve státě přešla továrna pod národní podnik Fruta Jihočeský kraj. Po Sametové revoluci roku 1989 byla firma v rámci restitucí vrácena Schulzovým a opět obnovila svou činnost pod značkou Fruko-Schulz.

### Rodinný život
Oženil se s Františkou Mayerovou (1883–1944) pocházející z Českého Rudolce, narodili se jim děti Benjamin (1905–1979), Leopold (1908–1981), Ernestina (1910–1943) a Rafael (1914–2009). Dcera Ernestina zahynula roku 1943 v koncentračním táboře Terezín, Františka Schulzová pak roku 1944 v Osvětimi. Synové po skončení války emigrovali do Izraele.